# 段玑
段玑（？—401年），五胡十六国后燕大臣，辽西鲜卑族，段部鲜卑人。
段玑是太后段氏兄子。官至前将军。400年，因为事变牵连，段玑避罪逃跑，后来返还认罪。被宽免，封思悔侯，尚公主。君主慕容盛多猜忌，以严刑峻法杀宗室勋旧。401年，段玑暗中勾结原来被杀死的殿中将军秦舆之子秦兴、段赞之子段泰，乘群心动摇之机，举兵杀死慕容盛。新即位的慕容熙以叛逆罪将他杀死，夷三族。